# Alvin a Chipmunkové
Alvin a Chipmunkové je americký animovaný film. Natočeno bylo také pokračování Alvin a Chipmunkové 2, 3 a 4.

## Děj
Na jednom stromě žijí tři neobyčejné veverky – Alvin, Simon a Theodor. Nejen že umí mluvit, ale dokonce i překrásně zpívají. Strom tří chipmunků ale jednoho dne pokácejí, aby mohl sloužit jako vánoční stromeček. Zmatení chipmunkové se dostanou do dárkového koše neúspěšného skladatele Davida. Ten se s nimi skamarádí, pozve je k sobě domů. Navrhne jim, že u něj mohou bydlet, pokud budou zpívat jeho písničky.

### Chipmukové
Chipmunkové [čipmankové] jsou tři veverky (Alvin, Simon [Sajmon] a Theodor [Teodor]), které kromě toho, že umí mluvit, také umí i zpívat. Vypadají stejně jako běžné veverky.